# Хосе Карлос Чавес
Хосе Карлос Чавес Іннеккен (ісп. José Carlos Chaves Innecken; нар. 3 вересня 1958, Атенас, Алахуела, Коста-Рика) — костариканський футболіст, захисник та півзахисник. Відомий своїми виступами за «Алахуеленсе». Учасник чемпіонату світу з футболу 1990 року.

## Клубна кар'єра
Футболом розпочав займатися під час навчання у Вищій школі Батчелла в Огайо. Потім протягом трьох років виступав за молодіжні команди «Депортіво Сапрісса». У 1980 році підписав контракт з «Алахуеленсе», за який відіграв 10 сезонів і став триразовим чемпіоном Коста-Рики, а в 1986 році виграв Кубок чемпіонів КОНКАКАФ.
У 1990 році перейшов в «Інтер» з Братислави, який виступав у Першій лізі Чехословаччини.
У 1992 році повернувся до Коста-Рики, де став гравцем «Ередіано». У сезоні 1992/93 років разом з клубом виграв свій 4-ий титул чемпіона країни, а в 1994 році завершив кар'єру гравця у вище вказаному клубі.
| Рік                                  | Матчі | Голи | Хвилини | Клуб                          |
| ------------------------------------ | ----- | ---- | ------- | ----------------------------- |
| Перша ліга Чехословаччини 1990/91    | 10    | 1    | –       | «Інтер-Словнафт» (Братислава) |
| Перша ліга Чехословаччини 1991/92    | 10    | 0    | –       | «Інтер-Словнафт» (Братислава) |
| Загалом у Першій лізі Чехословаччини | 20    | 1    | –       |                               |

## Кар'єра в збірній
Дебют Чавеса за збірну Коста-Рики відбувся 17 липня 1988 року. Напередодні початку чемпіонату світу в Італії заявив про те, що призупиняє виступи за національну команду в зв'язку з конфліктом з головним тренером Марвіном Родрігесом. Це спонукало Федерацію футболу Коста-Рики відсторонити Родрігеса від команди; новий головний тренер «Los Ticos» югослав Бора Милутинович включив Чавеса в список гравців ЧС-1990, на якому він відіграв всі 4 матчі костариканців.
Останньою грою Чавеса за збірну став поєдинок проти Норвегії 27 березня 1994 року.
Також виступав за футзальну збірну Коста-Рики.

## Кар'єра тренера
По завершенні кар'єри гравця почав працювати помічником головного тренера «Алахуеленсе», у 1996—1999 році займав посаду спортивного директора «Ередіано». У 2012 році почав працювати у молодшій команді в «Алахуеленсе».

## Особисте життя
Одружений з Лурдес Гонсалес Рохас, подружжя має трьох дітей.

## Досягнення
«Алахуеленсе»
- Чемпіонат Коста-Рики
  -  Чемпіон (3): 1980, 1983, 1984

«Ередіано»
- Чемпіонат Коста-Рики
  -  Чемпіон (1): 1992/93

збірна Коста-Рики
- Золотий кубок КОНКАКАФ
  -  Володар (1): 1989